# Rodinný krb
Rodinný krb (originální název Domicile conjugal) je francouzský film. Velmi se podobá předchozímu snímku doinelovského cyklu – Ukradeným polibkům.

## Děj
Antoine Doinel (Jean-Pierre Léaud) ženatý s Christine (Claude Jade), učitelkou hudby. Čekají dítě. Ve svém novém zaměstnání se Antoine setkává s femme fatale – šarmantní Japonkou Kyoko, která jej okouzlí, a především osvobodí od trivialit manželského života. Ve chvíli, kdy Christine odhalí nevěru svého manžela, rozhodne se Antoine opustit domov…

## Obsazení
| Claude Jade           | Christine Darbon Doinel |
| Jean-Pierre Léaud     | Antoine Doinel          |
| Hiroko Berghauer      | Kyoko                   |
| Daniel Ceccaldi       | Lucien Darbon           |
| Claire Duhamel        | Darbon                  |
| Danièle Girard        | Ginette                 |
| Barbara Laage         | Monique                 |
| Daniel Boulanger      | soused                  |
| Silvana Blasi         | Silvana                 |
| Pierre Maguelon       | přítel Césarina         |
| Jacques Jouanneau     | Césarin                 |
| Jacques Rispal        | pan Desbois             |
| Jacques Robiolles     | Jacques                 |
| Christian de Tillière | Baumel                  |
| Billy Kearns          | Max                     |
| Anik Belaubre         | matka Marianny          |